# Laufenthal
Laufenthal ist ein Dorf in der Stadtgemeinde Hemau im Landkreis Regensburg in Bayern. Laufenthal war bis 1978 Sitz der gleichnamigen Gemeinde.

## Geschichte
Laufenthal war Sitz einer Hofmark mit Schloss, die am Anfang des 12. Jahrhunderts von den Herren von Laufenthal erbaut wurde.
Um 1430 wurde Johannes Garhammer, Vater des Abts des zu Bamberg gehörigen Klosters von Prüfening bei Regensburg, Georg Garhammer (Abt von 1436 bis 1458) als adliger Lehensherr zu Laufenthal genannt.
Das Schloss Lauffenthal war ab 1712 im Besitz der Familie von Geyer. Die Gemeinde Laufenthal entstand mit dem bayerischen Gemeindeedikt von 1818. Am 1. Juli 1894 wurde Beilnstein eingemeindet. Am 1. Mai 1978 wurde die Gemeinde Laufenthal nach Hemau eingemeindet, Beilstein kam nach Beratzhausen.

## Sehenswürdigkeiten
In der Liste der Baudenkmäler sind das Schloss Laufenthal und die katholische Filialkirche und ehemalige Schlosskapelle St. Ottilia aufgeführt.